# 심박계

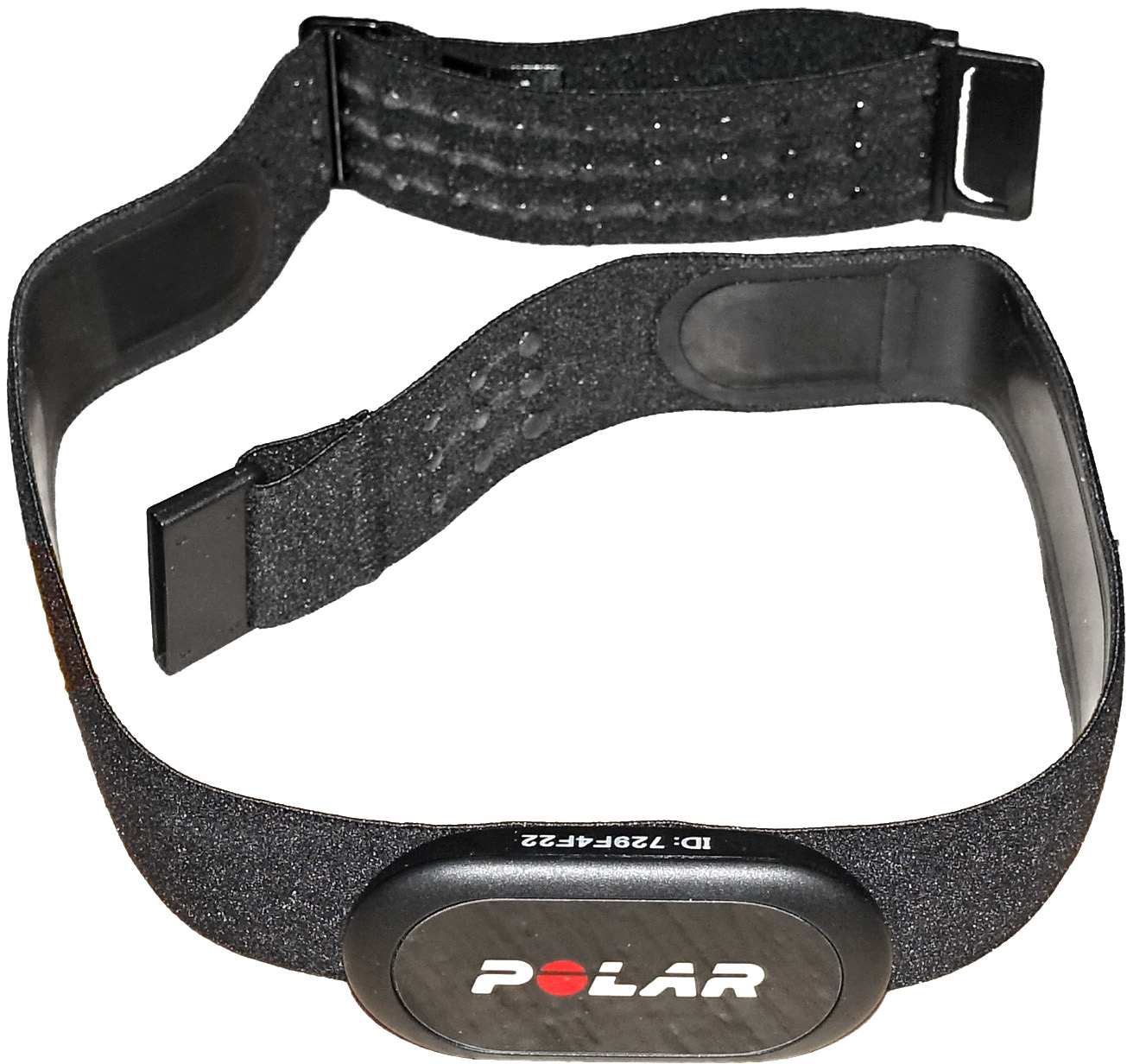
심박계

심박계(心搏計, 영어: heart rate monitor, HRM)는 실시간으로 심박수를 측정/표시하거나 추후 연구를 위해 심박수를 기록하기 위해 사용되는 개인용 모니터링 기기이다. 다양한 유형의 운동을 수행하는 동안 심박 데이터를 가져오기 위해 널리 사용된다. 전자적인 심박 정보를 측정하는 일을 심전도 기록(Electrocardiography, ECG/EKG)이라고 부른다.
병원에 사용되는 의료용 심박 모니터링은 보통은 유선 형태이며 여러 센서가 사용되는 것이 보통이다. 휴대용 의료 기기는 홀터 모니터(Holter monitor)라고 부른다. 소비자용 심박 모니터는 일일 사용을 위해 설계되며 연결을 위해 선을 사용하지 않는다.

## 역사
초기 모델은 여러 개의 전극납을 가슴에 부착하여 사용하는 모니터링 상자로 구성되었다. 최초의 무선 심전도 방식의 심박 모니터는 1977년 핀란드 크로스 컨트리 키 팀의 훈련 보조 기구로서 폴라 일렉트로에 의해 발명되었다. 인텐시니 트레이닝(intensity training)이 1980년대 중순 운동 서클에서 대중적인 개념으로 자리잡히면서 1983년 개인용 무선 심박 모니터의 소매 판매가 시작되었다.

## 기술
현대의 심박 모니터는 심박 신호를 기록하기 위해 2가지의 다른 방식들 가운데 하나를 사용한다. (전기적 방식, 광학적 방식) 이 두 종류의 신호 둘 다 기초적이면서 동일한 심박 데이터를 제공할 수 있으며, 팬-톰킨스 알고리즘 등의 완전히 자동화된 알고리즘을 사용하여 심박수를 측정한다.

## 같이 보기
- 애플 워치
- 스마트 밴드
- 보수계
- 이헬스